# Bakonynána, Veszprém
Bakonynána este un sat în districtul Zirc, județul Veszprém, Ungaria, având o populație de 1.050 de locuitori (2011). 

## Demografie
Componența etnică a satului Bakonynána
     Maghiari (75,39%)
     Germani (24,61%)
Componența confesională a satului Bakonynána
     Romano-catolici (57,62%)
     Fără religie (4,67%)
     Reformați (4,48%)
     Necunoscută (32,86%)
     Luterani (0,38%)
Conform recensământului din 2011, satul Bakonynána avea 1.050 de locuitori. Din punct de vedere etnic, majoritatea locuitorilor (75,39%) erau maghiari, cu o minoritate de germani (24,61%). Din punct de vedere confesional, majoritatea locuitorilor (57,62%) erau romano-catolici, existând și minorități de persoane fără religie (4,67%) și reformați (4,48%). Pentru 32,86% din locuitori nu este cunoscută apartenența confesională.